# Campeonato Paraense
Campeonato Paraense - ligowe mistrzostwa brazylijskiego stanu Pará.

## Kluby
Pierwsza liga
- Abaeté Futebol Clube
- Águia de Marabá Futebol Clube
- Clube Municipal Ananindeua
- Sport Clube Belém
- Bragantino Clube do Pará
- Castanhal Esporte Clube
- Paysandu SC Esporte Clube
- Pedreira Esporte Clube
- Clube do Remo
- São Raimundo Esporte Clube
- Tuna Luso Brasileira
- Vênus Atlético Clube

Druga liga
- Associação Atlética Tiradentes
- Atlético Clube Izabelense
- Carajás Esporte Clube
- Clube Atlético Vila Rica
- Independente Atlético Clube
- Pinheirense Esporte Clube
- Redenção Esporte Clube
- Santa Rosa Esporte Clube

## Lista mistrzów
- 1908 União Esportiva
- 1910 União Esportiva
- 1913 Remo
- 1914 Remo
- 1915 Remo
- 1916 Remo
- 1917 Remo
- 1918 Remo
- 1919 Remo
- 1920 Paysandu SC
- 1921 Paysandu SC
- 1922 Paysandu SC
- 1923 Paysandu SC
- 1924 Remo
- 1925 Remo
- 1926 Remo
- 1927 Paysandu SC
- 1928 Paysandu SC
- 1929 Paysandu SC
- 1930 Remo
- 1931 Paysandu SC
- 1932 Paysandu SC
- 1933 Remo
- 1934 Paysandu SC
- 1936 Remo
- 1937 Tuna Luso
- 1938 Tuna Luso
- 1939 Paysandu SC
- 1940 Remo
- 1941 Tuna Luso
- 1942 Paysandu SC
- 1943 Paysandu SC
- 1944 Paysandu SC
- 1945 Paysandu SC
- 1947 Paysandu SC
- 1948 Tuna Luso
- 1949 Remo
- 1950 Remo
- 1951 Tuna Luso
- 1952 Remo
- 1953 Remo
- 1954 Remo
- 1955 Tuna Luso
- 1956 Paysandu SC
- 1957 Paysandu SC
- 1958 Tuna Luso
- 1959 Paysandu SC
- 1960 Remo
- 1961 Paysandu SC
- 1962 Paysandu SC
- 1963 Paysandu SC
- 1964 Remo
- 1965 Paysandu SC
- 1966 Paysandu SC
- 1967 Paysandu SC
- 1968 Remo
- 1969 Paysandu SC
- 1970 Tuna Luso
- 1971 Paysandu SC
- 1972 Paysandu SC
- 1973 Remo
- 1974 Remo
- 1975 Remo
- 1976 Paysandu SC
- 1977 Remo
- 1978 Remo
- 1979 Remo
- 1980 Paysandu SC
- 1981 Paysandu SC
- 1982 Paysandu SC
- 1983 Tuna Luso
- 1984 Paysandu SC
- 1985 Paysandu SC
- 1986 Remo
- 1987 Paysandu SC
- 1988 Tuna Luso
- 1989 Remo
- 1990 Remo
- 1991 Remo
- 1992 Paysandu SC
- 1993 Remo
- 1994 Remo
- 1995 Remo
- 1996 Remo
- 1997 Remo
- 1998 Paysandu SC
- 1999 Remo
- 2000 Paysandu SC
- 2001 Paysandu SC
- 2002 Paysandu SC
- 2003 Remo
- 2004 Remo
- 2005 Paysandu SC
- 2006 Paysandu SC
- 2007 Remo
- 2008 Remo
- 2009 Paysandu SC
- 2010 Paysandu SC
- 2011 Independente Tucuruí
- 2012 Cametá
- 2013 Paysandu SC

### Kluby według tytułów
- 45 - Paysandu SC
- 42 - Remo
- 10 - Tuna Luso
- 2 - União Esportiva
- 1 - Independente Tucuruí, Cametá